# Кама (пароход, 1841)
«Кама» — колесный пароход Каспийской флотилии Российской империи, находившийся в составе флота с 1841 по 1858 год. Во время службы совершал плавания в Каспийском море, использовался для борьбы с пиратством, перевозки войск и буксировки судов, а также принимал участие в военных действиях против туркменов у Гасан-Кули. Некоторое время пароход нес службу при Астрабадской станции, а по окончании службы был переоборудован в блокшив. 

## Описание парохода
Колёсный пароход, длина судна составляла 28,83 метра, ширина — 6,4 метра. Судно было оборудовано двумя бортовыми гребными колесами и оснащено парусным вооружением.
В рапорте капитана 1-го ранга Е. В. Путятина от 11 (23) мая 1842 года министру иностранных дел пароход фигурировал, как судно, успешно совершившее за 7 дней переход по маршруту Астрахань — Баку — Ашур-Аде, в связи с чем использование паровых судов на Каспийском море будет содействовать торговым и военным интересам России в этом регионе.

## История службы
Колёсный пароход «Кама» был заложен 8 (20) июня 1840 года и, после спуска на воду 29 апреля (11 мая) 1841 года, вошёл в состав Каспийской флотилии России. Строительство вёл корабельный мастер поручик Неверов.

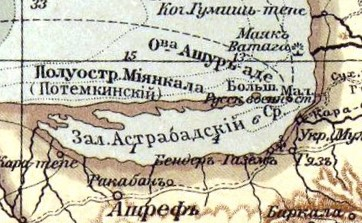
Астрабадский залив на российской карте 1905 года

Зимой 1842 года пароход под командованием лейтенанта П. П. Нечаева прибыл к острову Ашур-Аде, где присоединился к находившемуся там отряду капитана 1-го ранга Е. В. Путятина. Отряд прибыл к острову и занял пост на входе в Астрабадский залив с целью борьбы с туркменским пиратством в этом регионе.
Первоначально предполагалось решить вопрос путём дипломатических переговоров, однако после задержания туркменами в Гасан-Кули российского купца А. Герасимова, из-за «дерзости туркменцев» Е. В. Путятиным было принято решение применить военную силу. Во время операции по «наказанию туркменцев» пароход «Кама» буксировал вооружённые фальконетами лодки и баркасы через мелководный залив к Гасан-Кули. Экипажами вооружённых лодок и баркасов было уничтожено 40 киржимов, в результате чего все находившиеся у туркмен пленники, включая персов и купца А. Герасимова были выданы русским. На следующий день двенадцатью туркменскими старейшинами было подписано клятвенное обязательство не чинить препятствий не нападать на российские и персидские торговые суда и селения.
В кампанию 1842 года пароход также перевозил десантные войска между Астраханью и Тарки, затем привлекался для буксирования военных судов между Астраханью и Баку.
В 1844 году пароход совершил плавание из Астрахани в Тюккараганский залив. C 1855 по 1858 год под командованием лейтенанта К. Н. Петриченко состоял при Астрабадской станции, при этом в 1856 году командир парохода был пожалован персидским орденом Льва и Солнца III степени, а в 1858 году — российским орденом Святой Анны III степени с мечами.
По окончании службы в 1858 году пароход «Кама» был переоборудован в блокшив.

## Командиры парохода
Командирами парохода «Кама» в разное время в звании лейтенантов служили:
- П. П. Нечаев (1842 год)[6];
- И. М. Жеребцов (1842 год)[8];
- К. Н. Петриченко (1855—1858 годы)[9].